# Kamil Grosicki
Kamil Pawel Grosicki (Stettino, 8 giugno 1988) è un calciatore polacco, centrocampista del Pogoń Stettino.

## Caratteristiche tecniche
Giocatore molto rapido è dotato di una notevole velocità in contropiede, inoltre è in possesso di una buona tecnica individuale, agisce prevalentemente come ala su entrambe le fasce.

## Carriera

### Club

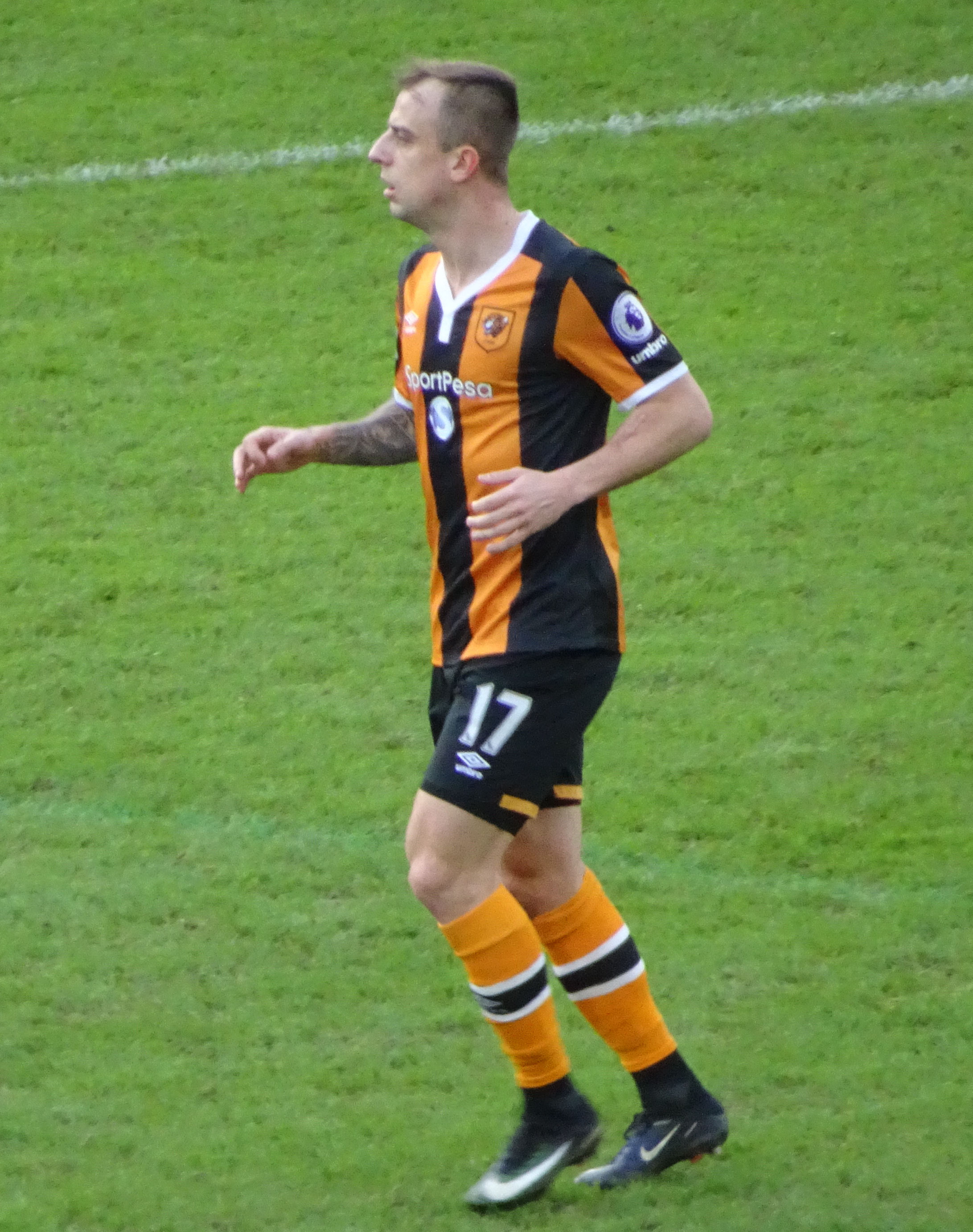
Grosicki in azione con la maglia del Hull City nel 2017.

Inizia la sua carriera calcistica con la squadra della sua città natale, nel Pogoń Stettino, per poi passare al Legia Varsavia e successivamente agli svizzeri del Sion.
Nel febbraio 2009, passa al Jagiellonia in prestito fino al termine della stagione, per poi essere riscattato dal club polacco dove gioca sino al gennaio 2011. Il 10 gennaio 2011 passa ai turchi dello Sivasspor, dove rimane per tre stagioni, siglando 17 reti in 104 incontri.
Il 24 gennaio 2014 si trasferisce ai francesi del Rennes, dove in tre anni e mezzo, colleziona globalmente 92 presenze segnando 15 reti.
Il 31 gennaio 2017 si trasferisce all'Hull City società inglese militante in Championship (seconda serie inglese) dove firma un contratto fino al giugno 2020.
Il 31 gennaio 2020 lascia l'Hull per approdare al West Bromwich.

### Nazionale
Il 2 febbraio 2008 fa il suo esordio in nazionale maggiore durante un'amichevole contro la Finlandia.
Il 7 settembre 2014 realizza le sue prime reti con la maglia della nazionale, siglando una doppietta nella vittoria per 7-0 in trasferta contro Gibilterra. Si ripete nuovamente il 7 settembre 2015, esattamente un anno dopo, andando a segno con un'altra doppietta nella vittoria per 8-1 in casa, sempre nei confronti di Gibilterra.
Viene convocato per gli Europei 2016 in Francia.
Convocato per Euro 2024, al termine della manifestazione ha lasciato la nazionale.
Il 27 maggio 2025 viene annunciato il suo ritorno in nazionale per disputare l'ultima partita contro la Moldavia; la gara si disputa il 6 giugno seguente e Grosicki gioca, indossando la fascia di capitano, i primi 32 minuti prima di venire sostituito da Karol Świderski.

## Statistiche

### Presenze e reti nei club
Statistiche aggiornate al 4 dicembre 2022.
| Stagione              | Squadra               | Campionato            | Campionato | Campionato | Coppe nazionali | Coppe nazionali | Coppe nazionali | Coppe continentali | Coppe continentali | Coppe continentali | Altre coppe | Altre coppe | Altre coppe | Totale | Totale |
| Stagione              | Squadra               | Comp                  | Pres       | Reti       | Camp            | Pres            | Reti            | Camp               | Pres               | Reti               | Comp        | Pres        | Reti        | Pres   | Reti   |
| --------------------- | --------------------- | --------------------- | ---------- | ---------- | --------------- | --------------- | --------------- | ------------------ | ------------------ | ------------------ | ----------- | ----------- | ----------- | ------ | ------ |
| 2005-2006             | Pogoń Stettino        | 1L                    | 2          | 0          | CP              | 0               | 0               | -                  | -                  | -                  | -           | -           | -           | 2      | 0      |
| 2006-2007             | Pogoń Stettino        | 1L                    | 21         | 2          | CP              | 0               | 0               | -                  | -                  | -                  | -           | -           | -           | 21     | 2      |
| 2007-gen. 2008        | Legia Varsavia        | 1L                    | 11         | 1          | CP              | 1               | 0               | Int                | 0                  | 0                  | -           | -           | -           | 12     | 1      |
| gen.-giu. 2008        | Sion                  | SL                    | 8          | 2          | CS              | 0               | 0               | CU                 | 0                  | 0                  | -           | -           | -           | 8      | 2      |
| 2008-gen. 2009        | Sion                  | SL                    | 0          | 0          | CS              | 0               | 0               | -                  | -                  | -                  | -           | -           | -           | 0      | 0      |
| Totale Sion           | Totale Sion           | Totale Sion           | 8          | 2          |                 | 0               | 0               |                    | 0                  | 0                  |             | -           | -           | 8      | 2      |
| gen.-giu. 2009        | Jagiellonia           | EK                    | 13         | 4          | CP              | 0               | 0               | -                  | -                  | -                  | -           | -           | -           | 13     | 4      |
| 2009-2010             | Jagiellonia           | EK                    | 29         | 4          | CP              | 7               | 1               | -                  | -                  | -                  | -           | -           | -           | 36     | 5      |
| 2010-gen. 2011        | Jagiellonia           | EK                    | 15         | 6          | CP              | 2               | 0               | UEL                | 2                  | 0                  | SP          | 1           | 0           | 20     | 6      |
| Totale Jagiellonia    | Totale Jagiellonia    | Totale Jagiellonia    | 57         | 14         |                 | 9               | 1               |                    | 2                  | 0                  |             | 1           | 0           | 69     | 15     |
| gen.-giu. 2011        | Sivasspor             | SL                    | 17         | 5          | CT              | 0               | 0               | -                  | -                  | -                  | -           | -           | -           | 17     | 6      |
| 2011-2012             | Sivasspor             | SL                    | 36+6       | 6+1        | CT              | 2               | 0               | -                  | -                  | -                  | -           | -           | -           | 42     | 7      |
| 2012-2013             | Sivasspor             | SL                    | 28         | 2          | CT              | 10              | 1               | -                  | -                  | -                  | -           | -           | -           | 38     | 3      |
| 2013-gen. 2014        | Sivasspor             | SL                    | 5          | 0          | CT              | 2               | 1               | -                  | -                  | -                  | -           | -           | -           | 7      | 1      |
| Totale Sivasspor      | Totale Sivasspor      | Totale Sivasspor      | 86+6       | 13+1       |                 | 14              | 2               |                    | -                  | -                  |             | -           | -           | 106    | 16     |
| gen.-giu. 2014        | Rennes                | L1                    | 13         | 0          | CF+CdL          | 4+0             | 2               | -                  | -                  | -                  | -           | -           | -           | 17     | 2      |
| 2014-2015             | Rennes                | L1                    | 19         | 0          | CF+CdL          | 1+1             | 0               | -                  | -                  | -                  | -           | -           | -           | 21     | 0      |
| 2015-2016             | Rennes                | L1                    | 33         | 9          | CF+CdL          | 1+2             | 0               | -                  | -                  | -                  | -           | -           | -           | 36     | 9      |
| 2016-gen. 2017        | Rennes                | L1                    | 16         | 4          | CF+CdL          | 1+1             | 0               | -                  | -                  | -                  | -           | -           | -           | 18     | 4      |
| 2016-gen. 2017        | Rennes B              | CN2                   | 1          | 0          | CF+CdL          | 0               | 0               | -                  | -                  | -                  | -           | -           | -           | 1      | 0      |
| Totale Rennes         | Totale Rennes         | Totale Rennes         | 81         | 13         |                 | 11              | 2               |                    | -                  | -                  |             | -           | -           | 92     | 15     |
| feb.- giu. 2017       | Hull City             | PL                    | 15         | 0          | FACup+CdL       | 0+0             | 0               | -                  | -                  | -                  | -           | -           | -           | 15     | 0      |
| 2017-2018             | Hull City             | FLC                   | 37         | 9          | FACup+CdL       | 1+0             | 0               | -                  | -                  | -                  | -           | -           | -           | 38     | 9      |
| 2018-2019             | Hull City             | FLC                   | 39         | 9          | FACup+CdL       | 0+1             | 0               | -                  | -                  | -                  | -           | -           | -           | 40     | 9      |
| 2019-2020             | Hull City             | FLC                   | 42         | 8          | FACup+CdL       | 2+0             | 1+0             | -                  | -                  | -                  | -           | -           | -           | 44     | 9      |
| Totale Hull City      | Totale Hull City      | Totale Hull City      | 133        | 26         |                 | 4               | 1               |                    | -                  | -                  |             | -           | -           | 137    | 27     |
| 2020-2021             | West Bromwich Albion  | PL                    | 3          | 0          | FACup+CdL       | 1+1             | 0               | -                  | -                  | -                  | -           | -           | -           | 5      | 0      |
| 2021-2022             | Pogoń Stettino        | EK                    | 26         | 9          | CP              | 1               | 0               | -                  | -                  | -                  | -           | -           | -           | 27     | 9      |
| 2022-2023             | Pogoń Stettino        | EK                    | 17         | 7          | CP              | 2               | 0               | UECL               | 4                  | 0                  | -           | -           | -           | 23     | 7      |
| Totale Pogoń Szczecin | Totale Pogoń Szczecin | Totale Pogoń Szczecin | 66         | 18         |                 | 3               | 0               |                    | 4                  | 0                  |             | -           | -           | 73     | 18     |
| Totale carriera       | Totale carriera       | Totale carriera       | 452        | 88         |                 | 44              | 6               |                    | 6                  | 0                  |             | 1           | 0           | 503    | 94     |

### Cronologia presenze e reti in nazionale
| Cronologia completa delle presenze e delle reti in nazionale ― Polonia | Cronologia completa delle presenze e delle reti in nazionale ― Polonia | Cronologia completa delle presenze e delle reti in nazionale ― Polonia | Cronologia completa delle presenze e delle reti in nazionale ― Polonia | Cronologia completa delle presenze e delle reti in nazionale ― Polonia | Cronologia completa delle presenze e delle reti in nazionale ― Polonia | Cronologia completa delle presenze e delle reti in nazionale ― Polonia | Cronologia completa delle presenze e delle reti in nazionale ― Polonia |
| Data                                                                   | Città                                                                  | In casa                                                                | Risultato                                                              | Ospiti                                                                 | Competizione                                                           | Reti                                                                   | Note                                                                   |
| ---------------------------------------------------------------------- | ---------------------------------------------------------------------- | ---------------------------------------------------------------------- | ---------------------------------------------------------------------- | ---------------------------------------------------------------------- | ---------------------------------------------------------------------- | ---------------------------------------------------------------------- | ---------------------------------------------------------------------- |
| 2-2-2008                                                               | Pafo                                                                   | Finlandia                                                              | 0 – 1                                                                  | Polonia                                                                | Amichevole                                                             | -                                                                      | 79’                                                                    |
| 27-2-2008                                                              | Wronki                                                                 | Polonia                                                                | 2 – 0                                                                  | Estonia                                                                | Amichevole                                                             | -                                                                      | 63’                                                                    |
| 10-10-2009                                                             | Praga                                                                  | Rep. Ceca                                                              | 2 – 0                                                                  | Polonia                                                                | Qual. Mondiali 2010                                                    | -                                                                      | 81’                                                                    |
| 7-9-2010                                                               | Cracovia                                                               | Polonia                                                                | 1 – 2                                                                  | Australia                                                              | Amichevole                                                             | -                                                                      | 75’                                                                    |
| 12-10-2010                                                             | Montréal                                                               | Ecuador                                                                | 2 – 2                                                                  | Polonia                                                                | Amichevole                                                             | -                                                                      | 68’                                                                    |
| 10-12-2010                                                             | Adalia                                                                 | Polonia                                                                | 2 – 2                                                                  | Bosnia ed Erzegovina                                                   | Amichevole                                                             | -                                                                      |                                                                        |
| 9-2-2011                                                               | Faro                                                                   | Polonia                                                                | 1 – 0                                                                  | Norvegia                                                               | Amichevole                                                             | -                                                                      | 64’                                                                    |
| 25-3-2011                                                              | Kaunas                                                                 | Lituania                                                               | 2 – 0                                                                  | Polonia                                                                | Amichevole                                                             | -                                                                      | 46’                                                                    |
| 29-3-2011                                                              | Larissa                                                                | Grecia                                                                 | 0 – 0                                                                  | Polonia                                                                | Amichevole                                                             | -                                                                      | 77’                                                                    |
| 5-6-2011                                                               | Varsavia                                                               | Polonia                                                                | 2 – 1                                                                  | Argentina                                                              | Amichevole                                                             | -                                                                      | 56’                                                                    |
| 29-2-2012                                                              | Varsavia                                                               | Polonia                                                                | 0 – 0                                                                  | Portogallo                                                             | Amichevole                                                             | -                                                                      | 67’                                                                    |
| 22-5-2012                                                              | Klagenfurt am Wörthersee                                               | Polonia                                                                | 1 – 0                                                                  | Lettonia                                                               | Amichevole                                                             | -                                                                      |                                                                        |
| 2-6-2012                                                               | Varsavia                                                               | Polonia                                                                | 4 – 0                                                                  | Andorra                                                                | Amichevole                                                             | -                                                                      | 79’                                                                    |
| 16-6-2012                                                              | Breslavia                                                              | Rep. Ceca                                                              | 1 – 0                                                                  | Polonia                                                                | Euro 2012 - 1º turno                                                   | -                                                                      | 56’                                                                    |
| 15-8-2012                                                              | Tallinn                                                                | Estonia                                                                | 1 – 0                                                                  | Polonia                                                                | Amichevole                                                             | -                                                                      | 57’                                                                    |
| 7-9-2012                                                               | Podgorica                                                              | Montenegro                                                             | 2 – 2                                                                  | Polonia                                                                | Qual. Mondiali 2014                                                    | -                                                                      | 46’                                                                    |
| 12-10-2012                                                             | Varsavia                                                               | Polonia                                                                | 1 – 0                                                                  | Sudafrica                                                              | Amichevole                                                             | -                                                                      | 46’                                                                    |
| 17-10-2012                                                             | Varsavia                                                               | Polonia                                                                | 1 – 1                                                                  | Inghilterra                                                            | Qual. Mondiali 2014                                                    | -                                                                      | 83’                                                                    |
| 14-11-2012                                                             | Danzica                                                                | Polonia                                                                | 1 – 3                                                                  | Uruguay                                                                | Amichevole                                                             | -                                                                      | 73’                                                                    |
| 6-2-2013                                                               | Dublino                                                                | Irlanda                                                                | 2 – 0                                                                  | Polonia                                                                | Amichevole                                                             | -                                                                      | 46’                                                                    |
| 26-3-2013                                                              | Varsavia                                                               | Polonia                                                                | 5 – 0                                                                  | San Marino                                                             | Qual. Mondiali 2014                                                    | -                                                                      |                                                                        |
| 4-6-2013                                                               | Cracovia                                                               | Polonia                                                                | 2 – 0                                                                  | Liechtenstein                                                          | Amichevole                                                             | -                                                                      | 46’                                                                    |
| 6-6-2014                                                               | Danzica                                                                | Polonia                                                                | 2 – 1                                                                  | Lituania                                                               | Amichevole                                                             | -                                                                      | 71’                                                                    |
| 7-9-2014                                                               | Faro                                                                   | Gibilterra                                                             | 0 – 7                                                                  | Polonia                                                                | Qual. Euro 2016                                                        | 2                                                                      | 78’                                                                    |
| 11-10-2014                                                             | Varsavia                                                               | Polonia                                                                | 2 – 0                                                                  | Germania                                                               | Qual. Euro 2016                                                        | -                                                                      | 81’                                                                    |
| 14-10-2014                                                             | Varsavia                                                               | Polonia                                                                | 2 – 2                                                                  | Scozia                                                                 | Qual. Euro 2016                                                        | -                                                                      | 89’                                                                    |
| 14-11-2014                                                             | Tbilisi                                                                | Georgia                                                                | 0 – 4                                                                  | Polonia                                                                | Qual. Euro 2016                                                        | -                                                                      | 69’                                                                    |
| 13-6-2015                                                              | Varsavia                                                               | Polonia                                                                | 4 – 0                                                                  | Georgia                                                                | Qual. Euro 2016                                                        | -                                                                      | 80’                                                                    |
| 16-6-2015                                                              | Danzica                                                                | Polonia                                                                | 0 – 0                                                                  | Grecia                                                                 | Amichevole                                                             | -                                                                      |                                                                        |
| 4-9-2015                                                               | Francoforte sul Meno                                                   | Germania                                                               | 3 – 1                                                                  | Polonia                                                                | Qual. Euro 2016                                                        | -                                                                      | 66’ 83’                                                                |
| 7-9-2015                                                               | Varsavia                                                               | Polonia                                                                | 8 – 1                                                                  | Gibilterra                                                             | Qual. Euro 2016                                                        | 2                                                                      |                                                                        |
| 8-10-2015                                                              | Glasgow                                                                | Scozia                                                                 | 2 – 2                                                                  | Polonia                                                                | Qual. Euro 2016                                                        | -                                                                      |                                                                        |
| 11-10-2015                                                             | Varsavia                                                               | Polonia                                                                | 2 – 1                                                                  | Irlanda                                                                | Qual. Euro 2016                                                        | -                                                                      | 85’                                                                    |
| 13-11-2015                                                             | Varsavia                                                               | Polonia                                                                | 4 – 2                                                                  | Islanda                                                                | Amichevole                                                             | 1                                                                      | 86’                                                                    |
| 17-11-2015                                                             | Breslavia                                                              | Polonia                                                                | 3 – 1                                                                  | Rep. Ceca                                                              | Amichevole                                                             | 1                                                                      | 71’ 72’                                                                |
| 23-3-2016                                                              | Poznań                                                                 | Polonia                                                                | 1 – 0                                                                  | Serbia                                                                 | Amichevole                                                             | -                                                                      | 75’                                                                    |
| 26-3-2016                                                              | Breslavia                                                              | Polonia                                                                | 5 – 0                                                                  | Finlandia                                                              | Amichevole                                                             | 2                                                                      |                                                                        |
| 1-6-2016                                                               | Danzica                                                                | Polonia                                                                | 1 – 2                                                                  | Paesi Bassi                                                            | Amichevole                                                             | -                                                                      | 76’                                                                    |
| 6-6-2016                                                               | Breslavia                                                              | Polonia                                                                | 0 – 0                                                                  | Lituania                                                               | Amichevole                                                             | -                                                                      | 77’                                                                    |
| 12-6-2016                                                              | Nizza                                                                  | Polonia                                                                | 1 – 0                                                                  | Irlanda del Nord                                                       | Euro 2016 - 1º turno                                                   | -                                                                      | 80’                                                                    |
| 16-6-2016                                                              | Saint-Denis                                                            | Germania                                                               | 0 – 0                                                                  | Polonia                                                                | Euro 2016 - 1º turno                                                   | -                                                                      | 55’ 87’                                                                |
| 21-6-2016                                                              | Marsiglia                                                              | Ucraina                                                                | 0 – 1                                                                  | Polonia                                                                | Euro 2016 - 1º turno                                                   | -                                                                      | 71’                                                                    |
| 25-6-2016                                                              | Saint-Étienne                                                          | Svizzera                                                               | 1 – 1 dts (4 – 5 dtr)                                                  | Polonia                                                                | Euro 2016 - Ottavi di finale                                           | -                                                                      | 104’                                                                   |
| 30-6-2016                                                              | Marsiglia                                                              | Polonia                                                                | 1 – 1 dts (3 – 5 dtr)                                                  | Portogallo                                                             | Euro 2016 - Quarti di finale                                           | -                                                                      | 82’                                                                    |
| 8-10-2016                                                              | Varsavia                                                               | Polonia                                                                | 3 – 2                                                                  | Danimarca                                                              | Qual. Mondiali 2018                                                    | -                                                                      | 74’                                                                    |
| 11-10-2016                                                             | Varsavia                                                               | Polonia                                                                | 2 – 1                                                                  | Armenia                                                                | Qual. Mondiali 2018                                                    | -                                                                      | 70’                                                                    |
| 11-11-2016                                                             | Bucarest                                                               | Romania                                                                | 0 – 3                                                                  | Polonia                                                                | Qual. Mondiali 2018                                                    | 1                                                                      | 89’                                                                    |
| 14-11-2016                                                             | Varsavia                                                               | Polonia                                                                | 1 – 1                                                                  | Slovenia                                                               | Amichevole                                                             | -                                                                      | 71’                                                                    |
| 26-3-2017                                                              | Podgorica                                                              | Montenegro                                                             | 1 – 2                                                                  | Polonia                                                                | Qual. Mondiali 2018                                                    | -                                                                      | 90’                                                                    |
| 10-6-2017                                                              | Varsavia                                                               | Polonia                                                                | 3 – 1                                                                  | Romania                                                                | Qual. Mondiali 2018                                                    | -                                                                      |                                                                        |
| 1-9-2017                                                               | Copenaghen                                                             | Danimarca                                                              | 4 – 0                                                                  | Polonia                                                                | Qual. Mondiali 2018                                                    | -                                                                      |                                                                        |
| 4-9-2017                                                               | Varsavia                                                               | Polonia                                                                | 3 – 0                                                                  | Kazakistan                                                             | Qual. Mondiali 2018                                                    | -                                                                      | 90’                                                                    |
| 5-10-2017                                                              | Erevan                                                                 | Armenia                                                                | 1 – 6                                                                  | Polonia                                                                | Qual. Mondiali 2018                                                    | 1                                                                      | 72’                                                                    |
| 8-10-2017                                                              | Varsavia                                                               | Polonia                                                                | 4 – 2                                                                  | Montenegro                                                             | Qual. Mondiali 2018                                                    | 1                                                                      |                                                                        |
| 10-11-2017                                                             | Varsavia                                                               | Polonia                                                                | 0 – 0                                                                  | Uruguay                                                                | Amichevole                                                             | -                                                                      |                                                                        |
| 27-3-2018                                                              | Varsavia                                                               | Polonia                                                                | 3 – 2                                                                  | Corea del Sud                                                          | Amichevole                                                             | 1                                                                      |                                                                        |
| 8-6-2018                                                               | Poznań                                                                 | Polonia                                                                | 2 – 2                                                                  | Cile                                                                   | Amichevole                                                             | -                                                                      | 67’                                                                    |
| 19-6-2018                                                              | Mosca                                                                  | Polonia                                                                | 1 – 2                                                                  | Senegal                                                                | Mondiali 2018 - 1º turno                                               | -                                                                      |                                                                        |
| 24-6-2018                                                              | Kazan'                                                                 | Polonia                                                                | 0 – 3                                                                  | Colombia                                                               | Mondiali 2018 - 1º turno                                               | -                                                                      | 57’                                                                    |
| 28-6-2018                                                              | Volgograd                                                              | Giappone                                                               | 0 – 1                                                                  | Polonia                                                                | Mondiali 2018 - 1º turno                                               | -                                                                      |                                                                        |
| 11-10-2018                                                             | Chorzów                                                                | Polonia                                                                | 2 – 3                                                                  | Portogallo                                                             | UEFA Nations League 2018-2019 - 1º turno                               | -                                                                      | 64’                                                                    |
| 14-10-2018                                                             | Chorzów                                                                | Polonia                                                                | 0 – 1                                                                  | Italia                                                                 | UEFA Nations League 2018-2019 - 1º turno                               | -                                                                      | 46’                                                                    |
| 15-11-2018                                                             | Danzica                                                                | Polonia                                                                | 0 – 1                                                                  | Rep. Ceca                                                              | Amichevole                                                             | -                                                                      | 78’                                                                    |
| 20-11-2018                                                             | Guimarães                                                              | Portogallo                                                             | 1 – 1                                                                  | Polonia                                                                | UEFA Nations League 2018-2019 - 1º turno                               | -                                                                      | Cap. 79’                                                               |
| 21-3-2019                                                              | Vienna                                                                 | Austria                                                                | 0 – 1                                                                  | Polonia                                                                | Qual. Euro 2020                                                        | -                                                                      | 90+2’                                                                  |
| 24-3-2019                                                              | Varsavia                                                               | Polonia                                                                | 2 – 0                                                                  | Lettonia                                                               | Qual. Euro 2020                                                        | -                                                                      | 83’                                                                    |
| 7-6-2019                                                               | Skopje                                                                 | Macedonia del Nord                                                     | 0 – 1                                                                  | Polonia                                                                | Qual. Euro 2020                                                        | -                                                                      | 69’                                                                    |
| 10-6-2019                                                              | Varsavia                                                               | Polonia                                                                | 4 – 0                                                                  | Israele                                                                | Qual. Euro 2020                                                        | 1                                                                      | 77’                                                                    |
| 6-9-2019                                                               | Lubiana                                                                | Slovenia                                                               | 2 – 0                                                                  | Polonia                                                                | Qual. Euro 2020                                                        | -                                                                      | 70’                                                                    |
| 9-9-2019                                                               | Varsavia                                                               | Polonia                                                                | 0 – 0                                                                  | Austria                                                                | Qual. Euro 2020                                                        | -                                                                      | 70’                                                                    |
| 10-10-2019                                                             | Riga                                                                   | Lettonia                                                               | 0 – 3                                                                  | Polonia                                                                | Qual. Euro 2020                                                        | -                                                                      | 77’                                                                    |
| 13-10-2019                                                             | Varsavia                                                               | Polonia                                                                | 2 – 0                                                                  | Macedonia del Nord                                                     | Qual. Euro 2020                                                        | -                                                                      | 74’                                                                    |
| 19-11-2019                                                             | Varsavia                                                               | Polonia                                                                | 3 – 2                                                                  | Slovenia                                                               | Qual. Euro 2020                                                        | -                                                                      |                                                                        |
| 4-9-2020                                                               | Amsterdam                                                              | Paesi Bassi                                                            | 1 – 0                                                                  | Polonia                                                                | UEFA Nations League 2020-2021 - 1º turno                               | -                                                                      | 71’                                                                    |
| 7-9-2020                                                               | Zenica                                                                 | Bosnia ed Erzegovina                                                   | 1 – 2                                                                  | Polonia                                                                | UEFA Nations League 2020-2021 - 1º turno                               | 1                                                                      | 80’                                                                    |
| 7-10-2020                                                              | Danzica                                                                | Polonia                                                                | 5 – 1                                                                  | Finlandia                                                              | Amichevole                                                             | 3                                                                      | cap. 62’                                                               |
| 11-10-2020                                                             | Danzica                                                                | Polonia                                                                | 0 – 0                                                                  | Italia                                                                 | UEFA Nations League 2020-2021 - 1º turno                               | -                                                                      | 59’                                                                    |
| 14-10-2020                                                             | Breslavia                                                              | Polonia                                                                | 3 – 0                                                                  | Bosnia ed Erzegovina                                                   | UEFA Nations League 2020-2021 - 1º turno                               | -                                                                      | 64’                                                                    |
| 15-11-2020                                                             | Reggio Emilia                                                          | Italia                                                                 | 2 – 0                                                                  | Polonia                                                                | UEFA Nations League 2020-2021 - 1º turno                               | -                                                                      | 46’                                                                    |
| 18-11-2020                                                             | Chorzów                                                                | Polonia                                                                | 1 – 2                                                                  | Paesi Bassi                                                            | UEFA Nations League 2020-2021 - 1º turno                               | -                                                                      | 76’                                                                    |
| 25-3-2021                                                              | Budapest                                                               | Ungheria                                                               | 3 – 3                                                                  | Polonia                                                                | Qual. Mondiali 2022                                                    | -                                                                      | 84’                                                                    |
| 28-3-2021                                                              | Varsavia                                                               | Polonia                                                                | 3 – 0                                                                  | Andorra                                                                | Qual. Mondiali 2022                                                    | -                                                                      | 60’                                                                    |
| 31-3-2021                                                              | Londra                                                                 | Inghilterra                                                            | 2 – 1                                                                  | Polonia                                                                | Qual. Mondiali 2022                                                    | -                                                                      | 86’                                                                    |
| 24-3-2022                                                              | Glasgow                                                                | Scozia                                                                 | 1 – 1                                                                  | Polonia                                                                | Amichevole                                                             | -                                                                      | 71’                                                                    |
| 1-6-2022                                                               | Breslavia                                                              | Polonia                                                                | 2 – 1                                                                  | Galles                                                                 | UEFA Nations League 2022-2023 - 1º turno                               | -                                                                      | 81’                                                                    |
| 14-6-2022                                                              | Varsavia                                                               | Polonia                                                                | 0 – 1                                                                  | Belgio                                                                 | UEFA Nations League 2022-2023 - 1º turno                               | -                                                                      | 84’                                                                    |
| 16-11-2022                                                             | Varsavia                                                               | Polonia                                                                | 1 – 0                                                                  | Cile                                                                   | Amichevole                                                             | -                                                                      | 67’                                                                    |
| 4-12-2022                                                              | Doha                                                                   | Francia                                                                | 3 – 1                                                                  | Polonia                                                                | Mondiali 2022 - Ottavi di finale                                       | -                                                                      | 87’                                                                    |
| 7-9-2023                                                               | Varsavia                                                               | Polonia                                                                | 2 – 0                                                                  | Fær Øer                                                                | Qual. Euro 2024                                                        | -                                                                      | 88’                                                                    |
| 10-9-2023                                                              | Tirana                                                                 | Albania                                                                | 2 – 0                                                                  | Polonia                                                                | Qual. Euro 2024                                                        | -                                                                      | 61’                                                                    |
| 15-10-2023                                                             | Varsavia                                                               | Polonia                                                                | 1 – 1                                                                  | Moldavia                                                               | Qual. Euro 2024                                                        | -                                                                      | 84’                                                                    |
| 17-11-2023                                                             | Varsavia                                                               | Polonia                                                                | 1 – 1                                                                  | Rep. Ceca                                                              | Qual. Euro 2024                                                        | -                                                                      | 74’                                                                    |
| 21-11-2023                                                             | Varsavia                                                               | Polonia                                                                | 2 – 0                                                                  | Lettonia                                                               | Amichevole                                                             | -                                                                      | 78’                                                                    |
| 21-6-2024                                                              | Berlino                                                                | Polonia                                                                | 1 – 3                                                                  | Austria                                                                | Euro 2024 - 1º turno                                                   | -                                                                      | 75’                                                                    |
| 6-6-2025                                                               | Varsavia                                                               | Polonia                                                                | 2 – 0                                                                  | Moldavia                                                               | Amichevole                                                             | -                                                                      | cap. 32’                                                               |
| Totale                                                                 |                                                                        | Presenze                                                               | 95                                                                     |                                                                        | Reti                                                                   | 17                                                                     |                                                                        |

| Cronologia completa delle presenze e delle reti in nazionale ― Polonia under 21 | Cronologia completa delle presenze e delle reti in nazionale ― Polonia under 21 | Cronologia completa delle presenze e delle reti in nazionale ― Polonia under 21 | Cronologia completa delle presenze e delle reti in nazionale ― Polonia under 21 | Cronologia completa delle presenze e delle reti in nazionale ― Polonia under 21 | Cronologia completa delle presenze e delle reti in nazionale ― Polonia under 21 | Cronologia completa delle presenze e delle reti in nazionale ― Polonia under 21 | Cronologia completa delle presenze e delle reti in nazionale ― Polonia under 21 |
| Data                                                                            | Città                                                                           | In casa                                                                         | Risultato                                                                       | Ospiti                                                                          | Competizione                                                                    | Reti                                                                            | Note                                                                            |
| ------------------------------------------------------------------------------- | ------------------------------------------------------------------------------- | ------------------------------------------------------------------------------- | ------------------------------------------------------------------------------- | ------------------------------------------------------------------------------- | ------------------------------------------------------------------------------- | ------------------------------------------------------------------------------- | ------------------------------------------------------------------------------- |
| 12-10-2007                                                                      | -                                                                               | Polonia under 21                                                                | 0 – 2                                                                           | Spagna under 21                                                                 | Qual. Europeo Under-21 2009                                                     | -                                                                               | 46’                                                                             |
| 16-10-2007                                                                      | Toruń                                                                           | Polonia under 21                                                                | 0 – 1                                                                           | Russia under 21                                                                 | Qual. Europeo Under-21 2009                                                     | -                                                                               |                                                                                 |
| 16-11-2007                                                                      | Ponferrada                                                                      | Spagna under 21                                                                 | 3 – 0                                                                           | Polonia under 21                                                                | Qual. Europeo Under-21 2009                                                     | -                                                                               | 66’                                                                             |
| 5-6-2009                                                                        | Malmö                                                                           | Svezia under 21                                                                 | 2 – 1                                                                           | Polonia under 21                                                                | Amichevole                                                                      | -                                                                               | 72’                                                                             |
| 9-6-2009                                                                        | Pruszków                                                                        | Polonia under 21                                                                | 2 – 0                                                                           | Liechtenstein under 21                                                          | Qual. Europeo Under-21 2011                                                     | -                                                                               |                                                                                 |
| 12-8-2009                                                                       | -                                                                               | Francia under 21                                                                | 2 – 2                                                                           | Polonia under 21                                                                | Amichevole                                                                      | -                                                                               | 76’                                                                             |
| 4-9-2009                                                                        | Oviedo                                                                          | Spagna under 21                                                                 | 2 – 0                                                                           | Polonia under 21                                                                | Qual. Europeo Under-21 2011                                                     | -                                                                               |                                                                                 |
| 8-9-2009                                                                        | Grodzisk Wielkopolski                                                           | Polonia under 21                                                                | 2 – 1                                                                           | Finlandia under 21                                                              | Qual. Europeo Under-21 2011                                                     | 1                                                                               | 89’                                                                             |
| 13-10-2009                                                                      | Kielce                                                                          | Polonia under 21                                                                | 0 – 4                                                                           | Paesi Bassi under 21                                                            | Qual. Europeo Under-21 2011                                                     | -                                                                               |                                                                                 |
| 3-3-2010                                                                        | Doetinchem                                                                      | Paesi Bassi under 21                                                            | 3 – 2                                                                           | Polonia under 21                                                                | Qual. Europeo Under-21 2011                                                     | -                                                                               |                                                                                 |
| 26-5-2010                                                                       | -                                                                               | Albania under 21                                                                | 2 – 2                                                                           | Polonia under 21                                                                | Amichevole                                                                      | 1                                                                               |                                                                                 |
| Totale                                                                          |                                                                                 | Presenze                                                                        | 11                                                                              |                                                                                 | Reti                                                                            | 2                                                                               |                                                                                 |

## Palmarès

### Club
- Coppa di Polonia: 2

Legia Varsavia: 2007-2008
Jagiellonia: 2009-2010
- Supercoppa di Polonia: 1

Jagiellonia: 2010